# Île aux Mariannes
L'île aux Mariannes est une île du sud-ouest de l'océan Indien relevant de la république de Maurice. Elle constitue l'une des réserves naturelles du pays.